# Kusacz ciemny
Kusacz ciemny (Crypturellus kerriae) – gatunek średniej wielkości ptaka z rodziny kusaczy (Tinamidae). Występuje na pograniczu Ameryki Centralnej i skrajnie północno-zachodniej części Ameryki Południowej. Bliski zagrożenia na wyginięcie.

## Zasięg występowania
Całkowity zasięg występowania szacowany na 12 400 km². Obejmuje południowo-wschodnią Panamę oraz skrajnie północno-zachodnią Kolumbię. Środowisko życia stanowią wilgotne lasy, w Kolumbii na wysokości 300–800 m n.p.m., w Panamie do 1400–1500 m n.p.m.

## Morfologia
Długość ciała 25–30 cm, długość skrzydła jednej samicy 160,0 mm, ogona 39,6 mm, dzioba 27,2 mm, skoku 48,8 mm, długość skrzydła dwóch samców 165 mm, ogona 42,4 i 45,8 mm, dzioba 28 i 28,8 mm, skoku 45,3 i 56,4 mm. Górna szczęka czarniawa, dolna żółtawa. Głowa ciemnoszara. Gardło brudnobiałe. Wierzch ciała czekoladowobrązowy, spód jaśniejszy. Zewnętrzne chorągiewki lotek jasno nakrapiane. Sterówki bardzo krótkie. Brak danych dotyczących młodych.

## Tryb życia
Głos stanowi niski gwizd powtarzany w odstępie 2–3 sekund; określony na podstawie obserwacji w Panamie jako trójsylabowy i płaczliwy. Brak informacji na temat pożywienia i lęgów.

## Status, zagrożenia
Według IUCN gatunek klasyfikowany jako bliski zagrożenia na wyginięcie (NT, Near Threatened). Populacja szacowana jest na 1300-7800 dorosłych osobników, a jej trend oceniany jest jako spadkowy. Zagrożeniem dla gatunku jest niszczenie środowiska poprzez budowę dróg, osad, wycinkę drzew oraz wydobycie surowców.